# XVIII Premis Goya
La XVIIIa edició dels Premis Goya (oficialment en castellà: Premios Anuales de la Academia "Goya") va tenir lloc al Palau de Congressos de la ciutat de Madrid (Espanya) el 31 de gener de 2004 i fa referència a aquelles produccions realitzades el 2003.
La presentació de la gala va anar a càrrec dels actors Cayetana Guillén Cuervo i Diego Luna, i la direcció de Juan Luis Iborra.
La pel·lícula més nominada de la nit, i gran guanyadora, fou Te doy mis ojos d'Icíar Bollaín, que amb 9 nominacions aconseguí 7 premis, entre ells millor pel·lícula, direcció, actriu, actor, actriu secundària i guió original. En nombre de nominacions la seguiren Soldados de Salamina de David Trueba, amb 8 nominacions, si bé aquesta pel·lícula únicament aconseguí un premi Goya en apartat tècnic; Carmen de Vicente Aranda amb 7 nominacions, totes elles en apartats tècnics, i guanyadora d'una única estatueta; i La gran aventura de Mortadelo y Filemón de Javier Fesser, que amb 6 nominacions en apartats tècnics aconseguí 5 estatuetes.

## Polèmica gal·la
Aquesta edició va venir marcada per la polèmica entorn del llargmetratge documental de Julio Médem "La Pelota Vasca". L'AVT va convocar una manifestació a l'entrada del Palau de Congressos per la inclusió del documental en els premis, ja que consideraven que en el mateix s'equiparava a les víctimes dels atemptats d'ETA amb els assassins de la banda terrorista. Per això demanaven el suport dels assistents, als quals sol·licitaven portar un adhesiu amb l'eslògan "No a ETA". Recordaven amb això les xapes dient "No a la guerra" que actors i directors no van dubtar a portar durant la edició anterior dels premis. A més, en aquesta manifestació es podien llegir pancartes amb missatges com "No a Medem" o "No al Pelota Casco: la nuca contra la bala". Per part seva, alguns dels assistents van tancar files al voltant del director basc, i van lluir els seus propis adhesius en les quals podien llegir-se missatges com "Médem Sí, ETA No", "Sí a la llibertat d'expressió" o "No al terrorisme".

## Nominats i guanyadors
| Millor pel·lícula | Millor director |
| --- | --- |
| - Te doy mis ojos - My Life Without Me - Planta 4ª - Soldados de Salamina | - Icíar Bollaín per Te doy mis ojos - Cesc Gay per A la ciutat - Isabel Coixet per My Life Without Me - David Trueba per Soldados de Salamina |
| Millor actor | Millor actriu |
| - Luis Tosar per Te doy mis ojos - Ernesto Alterio per Días de fútbol - Javier Cámara per Torremolinos 73 - Alfredo Landa per La luz prodigiosa | - Laia Marull per Te doy mis ojos - Ariadna Gil per Soldados de Salamina - Adriana Ozores per La suerte dormida - Sarah Polley per My Life Without Me |
| Millor actor secundari | Millor actriu secundària |
| - Eduard Fernández per A la ciutat - Joan Dalmau per Soldados de Salamina - Juan Diego per Torremolinos 73 - José Luis Gómez per La luz prodigiosa | - Candela Peña per Te doy mis ojos - María Botto per Soldados de Salamina - Mónica López per A la ciutat - María Pujalte per El lápiz del carpintero |
| Millor guió original | Millor guió adaptat |
| - Icíar Bollaín i Alicia Luna per Te doy mis ojos - Cesc Gay i Tomàs Aragay per A la ciutat - Jaime Rosales i Enric Rufas per Las horas del día - Pablo Berger per Torremolinos 73 | - Isabel Coixet per My Life Without Me - Lorenzo Silva i Manuel Martín Cuenca per La flaqueza del bolchevique - Fernando Marías per La luz prodigiosa - David Trueba per Soldados de Salamina                                                                                                 |
| Millor director novell | Millor direcció de producció |
| - Ángeles González Sinde per La suerte dormida - David Serrano per Días de fútbol - Jaime Rosales per Las horas del día - Pablo Berger per Torremolinos 73 | - Luis Manso i Marina Ortiz Lenoir-Grand per La gran aventura de Mortadelo y Filemón - Ana Vila per Carmen - Joseán Gómez per El misterio Galíndez - Pilar Robla per Al sur de Granada |
| Millor actor revelació | Millor actriu revelació |
| - Fernando Tejero per Días de fútbol - Víctor Clavijo per El regalo de Silvia - Óscar Jaenada per Noviembre - Juan Sanz per La vida mancha | - María Valverde per La flaqueza del bolchevique - Elisabet Gelabert per Te doy mis ojos - Nathalie Poza per Días de fútbol - Verónica Sánchez per Al sur de Granada |
| Millor pel·lícula hispanoamericana | Millor pel·lícula europea |
| - Historias mínimas de Carlos Sorín ( Argentina) - El misterio del Trinidad de José Luis García Agraz ( Mèxic) - El viaje hacia el mar de Guillermo Casanova ( Uruguai) - Suite Habana de Fernando Pérez ( Cuba) | - Good bye, Lenin! de Wolfgang Becker ( Alemanya) - Dogville de Lars von Trier ( Dinamarca) - La flor del mal de Claude Chabrol ( França) - Els somiadors de Bernardo Bertolucci ( Itàlia) |
| Millor fotografia | Millor muntatge |
| - Javier Aguirresarobe per Soldados de Salamina - Paco Femenía per Carmen - Alfredo F. Mayo per El misterio Galíndez - José Luis Alcaine per Al sur de Granada | - Iván Aledo per La gran aventura de Mortadelo y Filemón - Teresa Font per Carmen - Rosario Sáinz de Rozas per Días de fútbol - Ángel Hernández Zoido per Te doy mis ojos |
| Millor direcció artística | Millor vestuari |
| - César Macarrón per La gran aventura de Mortadelo y Filemón - Benjamín Fernández per Carmen - Juan Pedro de Gaspar per El lápiz del carpintero - Félix Murcia per La luz prodigiosa | - Yvonne Blake per Carmen - Lourdes de Orduña i Montse Sancho per Hotel Danubio - Tatiana Hernández per La gran aventura de Mortadelo y Filemón - Nereida Bonmatí per Noviembre |
| Millor so | Millor música |
| - Eva Valiño, Alfonso Pino, Pelayo Gutiérrez i José L. Crespo per Te doy mis ojos - Silvio Darrin, Carlos Garrido i Alicia Saavedra per La selva - Licio Marcos de Oliveira, Alfonso Pino i Nacho Royo per La vida mancha - Agustín Peinado, Carlos Garrido i Iván Mayoral per Más de mil cámaras velan por tu seguridad | - Juan Bardem per Al sur de Granada - Santi Vega per Eyengui, el Dios del Sueño - Pablo Cervantes per Hotel Danubio - Juan Carlos Cuello per Valentín |
| Millor maquillatge | Millors efectes especials |
| - José Antonio Sánchez i Paquita Nuñez per La gran aventura de Mortadelo y Filemón - Miguel Sese i Natalia Sese per Carmen - Cristóbal Criado i Alicia López per Hotel Danubio - Karmele Soler i Francisco Rodríguez per Noviembre                                                                                       | - Raúl Romanillos, Pau Costa, Julio Navarro i Félix Bergés per La gran aventura de Mortadelo y Filemón - Reyes Abades, Alfonso Nieto i Pablo Nuñez per Al sur de Granada - Reyes Abades, Viva Vídeo i Molinare per El refugio del mal - Telson i Emilio Ruiz del Río per Soldados de Salamina |
| Millor cançó | Millor curtmetratge de ficció |
| - Chop Suey per My Life Without Me (Humans like you) - Paco Ortega per Atraco a las 3... y media (Atraco a tu corazón) - José Nieto per Carmen (Cuando me maten) - Mario de Benito i Richelieu Morris per Cosa de brujas (Just Sorcery)                                                                                  | - Sueños de Daniel Guzmán - Carisma de David Planell - En camas separadas de Javier Rebollo - Expres de Daniel Sánchez Arévalo - Promoción (prohibida su venta) de Luis Arribas |
| Millor pel·lícula d'animació | Millor curtmetratge d'animació |
| - El Cid: La leyenda de José Pozo - La màgia del sud de Juanba Berasategi - Glup, una aventura sin desperdicio d'Íñigo Berasategui i Aitor Arregui - Los Reyes Magos d'Antonio Navarro | - Regaré con lágrimas tus pétalos de Juan Carlos Marí - A... Mantis religiosa de Pablo Núñez i Antonio Ojeda - El desván de José Corral Llorente - La habitación inclinada de Pako Bagur, Freddy Córdoba i Ibán José - Manipai de Jorge Rayas                                                 |
| Millor pel·lícula documental | Millor curtmetratge documental |
| - Un instante en vida ajena de José Luis López Linares - La pelota vasca. La piel contra la piedra de Julio Médem - Polígono Sur de Dominique Abel - Suite Habana de Fernando Pérez | - Los niños del Nepal de Joan Soler i Javier Berrocal - Lección de cine de Rodolfo Montero de Palacio - Yo soy de mi barrio de Juan Vicente Córdoba |
| Goya d'honor | |
| - Héctor Alterio (actor) | |